# Christine Hardman

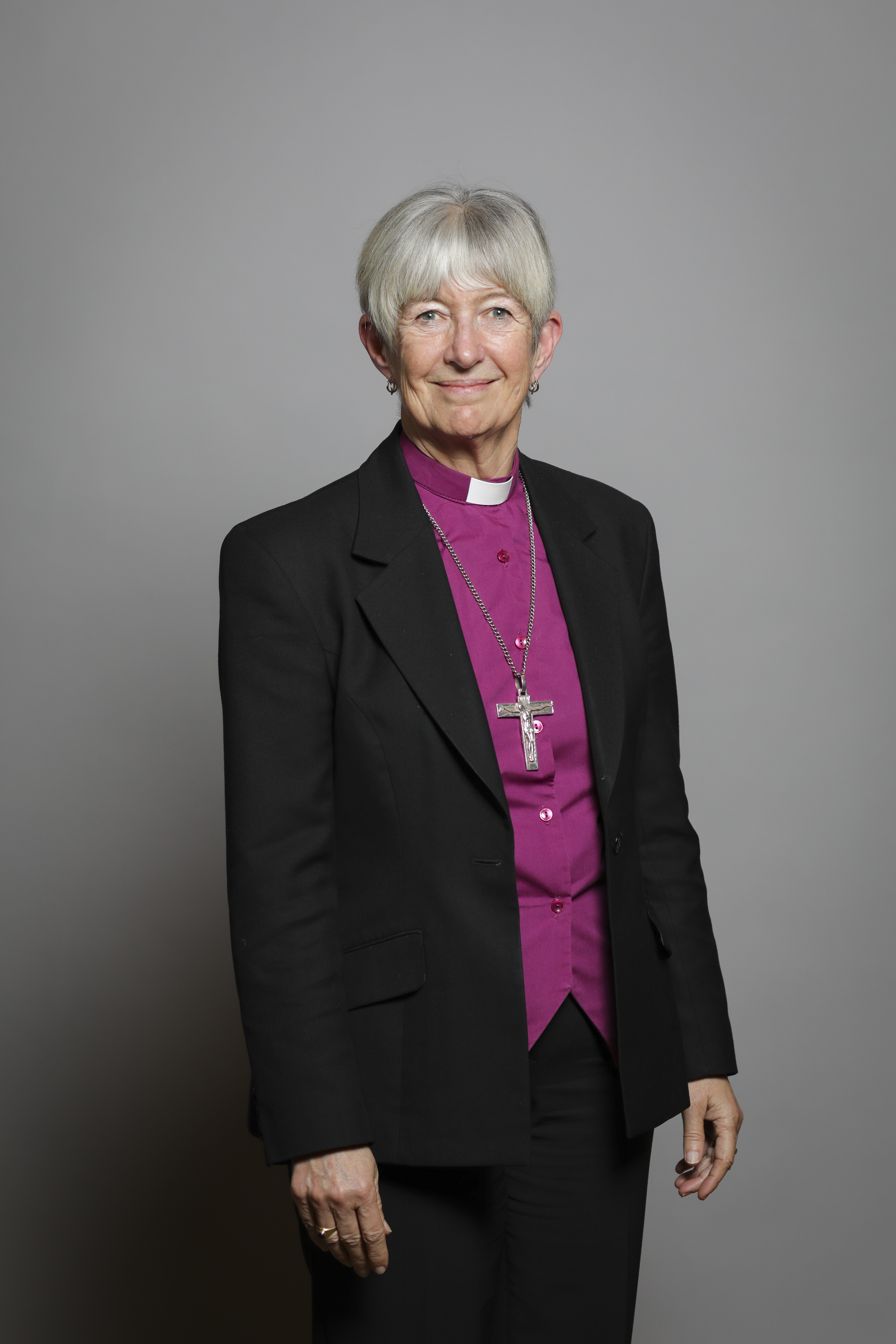
Christine Hardman, The Lord Bishop of Newcastle

Christine Elizabeth Hardman (* 27. August 1951) ist eine britische anglikanische Theologin. Sie war von 2015 bis 2021 Bischöfin von Newcastle in der Church of England.

## Leben
Christine Hardman stammt aus einer wenig religiösen Familie. Sie war als Kind zwar getauft worden, fand jedoch erst mit Mitte Zwanzig zum Glauben. Sie wuchs in Boreham Wood, einer Kleinstadt nördlich von London, auf. Sie besuchte die Queen Elizabeth’s School for Girls im Londoner Stadtbezirk Barnet und am Woolwich Polytechnic. Im Alter von 16 Jahren lernte sie ihren späteren Ehemann Roger kennen; das Paar heiratete, als Christine Hardman 19 Jahre alt war. Sie studierte Wirtschaftswissenschaften (Economics) an der Universität London, wo sie mit einem extern erworbenen (external degree) Bachelor-Titel als B.Sc (Econ) abschloss. Sie arbeitete zunächst als Rechtsanwaltsgehilfin (articled clerk) und, bis zur Geburt ihrer Töchter, als Maklerin in einem Immobilienbüro. Die Familie zog dann nach Harpenden.
Gottesdienstbesuche in der Kirchengemeinde ihrer Jugend und die Teilnahme am Gemeindeleben waren schließlich der Anstoß für Hardmans Beschäftigung mit dem Glauben. Sie studierte dann Theologie am Westminster College der Universität Oxford, wo sie einen Master-Abschluss als Master of Theology (MTh) in Praktischer Theologie (Applied Theology) erwarb. Zur Vorbereitung auf das Priesteramt besuchte sie in Teilzeit das Ausbildungsprogramm (Training Scheme) des St Albans Ministry Course, heute Eastern Region Ministry Course. Hardman ist somit die erste Bischöfin der Church of England, die ihre Priesterausbildung auf Teilzeitbasis in einem Trainingsprogramm abschloss und nicht in einer regulären, festen Ausbildung auf einem theologischen College.
1984 wurde sie Diakonin (Deaconess) in Teilzeit und versah von 1984 bis 1988 ihren Dienst an der St John the Baptist Church, Marykate Street in dem Dorf Marykate in der Diözese von St Albans in der Province of Canterbury. 1987 wurde sie zur Diakonin geweiht. 1988 wurde sie Vikarin (Curate) an der St John the Baptist Church. 1988 wurde sie Lehrerin und Direktorin des St Albans Ministerial Training Scheme (Tutor and Course Director on the St Albans Ministerial Training Scheme); diese Aufgaben nahm sie bis 1996 wahr. Ab 1991, nach der Zusammenlegung des St Albans Ministerial Training Scheme mit dem Oxford Ministry Course, war sie „Director of Mission Studies“.
1994 erfolgte ihre Priesterweihe; sie war eine der ersten Pfarrerinnen in der Church of England. Von 1996 bis 2001 war sie dann Pfarrerin (Vicar) an der Holy Trinity and Christ the King Church in Stevenage.
Von 1999 bis 2001 war sie Landdekanin von Stevenage (Rural Dean of Stevenage). 2001 wurde sie Archidiakonin von Lewisham (Archdeacon; Vorsteher eines Kirchensprengels), ab 2008 dann mit dem Titel Archidiakonin von Lewisham und Greenwich (Archdeacon of Lewisham and Greenwich) in der Diözese von Southwark; dieses Amt hatte sie bis Ende November 2012 inne. Anschließend wurde sie ehrenamtliche Pfarrerin (Honorary Assistant Priest) an der Southwark Cathedral; sie trägt außerdem den Titel „Archdeacon Emeritus“.
Hardman war, mit einer kurzen Unterbrechung, seit 1998 Mitglied der Generalsynode der Church of England (General Synod of the Church of England). 1995 wurde sie von der Diözese von St Albans erstmals in die Synode gewählt; 2003 wurde sie bei einer Nachwahl in Southwark als Mitglied gewählt. Sie war von 2010 bis 2015 Vorsitzende (Prolocutor) des Lower House der Convocation of Canterbury (Synodalversammlungen der Diözesen von Canterbury und York) in der Synodalperiode 2010–2015. In der Generalsynode war sie Mitglied in folgenden Ausschüssen: Eucharistic Prayers Revision Committee, der Dioceses and Pastoral Measures Review Group und der Ethical Investment Advisory Group. Sie war Mitglied im Archbishop’s Council. Sie war im Rahmen ihrer Tätigkeit für die Generalsynode auch mit der kirchlichen Gesetzgebung für die Frauenordination in der Church of England befasst.
Am 2. September 2015 wurde ihre Ernennung zur Bischöfin von Newcastle bekanntgegeben; sie ist der insgesamt 12. Bischof auf dem Bischofsstuhl von Newcastle. Sie wurde Nachfolgerin von Martin Wharton, der am 30. November 2014 in den Ruhestand getreten war. Hardmans Wahl zur Bischöfin von Newcastle wurde am 22. September 2015 im York Minster in einem Gottesdienst durch John Sentamu, dem Erzbischof von York, in der sog. „Confirmation“, bestätigt, wodurch Hardman auch offiziell und kirchenrechtlich wirksam Bischöfin von Newcastle wurde. Sie ist somit nach Rachel Treweek die zweite Diözesanbischöfin der Church of England und die erste Diözesanbischöfin der Province of York.
Am 30. November 2015 wurde Hardman im York Minster von John Sentamu, dem Erzbischof von York, zur Bischöfin von Newcastle geweiht. Ihre feierliche Amtseinführung und Inthronisation fand am 12. Dezember 2015 in der St Nicholas Cathedral in Newcastle statt. 2021 trat sie in den Ruhestand.

## Mitgliedschaft im House of Lords
Ab 18. November 2015 war Hardman als Lord Spiritual (Geistlicher Lord) offiziell Mitglied des House of Lords. Sie war nach Rachel Treweek, der Bischöfin von Gloucester, die zweite Diözesanbischöfin der Church of England, die Mitglied des House of Lords wurde. Am 26. Januar 2016 wurde sie, mit Unterstützung von John Sentamu, dem Erzbischof von York, und Christopher Chessun, dem Bischof von Southwark, offiziell in ihr Amt im House of Lords eingeführt.

## Privates
Hardman ist verheiratet; aus ihrer Ehe mit Roger Hardman stammen zwei mittlerweile erwachsene Töchter, Elinor und Isabel. Ihr besonderes Interesse gilt dem Schaffen von Verbindungen und der Zusammenarbeit zwischen Wirtschaft und Kirche. Zu ihren Hobbys gehören Theater und Kino, außerdem Fahrradfahren (besonders Radtouren im Ausland) und Laufen. Hardman nahm dreimal erfolgreich am London-Marathon und einmal erfolgreich am Great North Run teil.